# Chavagne
Chavagne (bret. Kavan) – miejscowość i gmina we Francji, w regionie Bretania, w departamencie Ille-et-Vilaine.
Według danych na rok 1990 gminę zamieszkiwały 2844 osoby, a gęstość zaludnienia wynosiła 229 osób/km² (wśród 1269 gmin Bretanii Chavagne plasuje się na 197. miejscu pod względem liczby ludności, natomiast pod względem powierzchni na miejscu 746.).